# 中国共产党第七届中央委员会第二次全体会议
中国共产党第七届中央委员会第二次全体会议，于1949年3月5日至13日在河北省建屏县西柏坡（今属平山县）举行。是中共取得全面胜利之际召开的中全会，这一会议日后也因此而被广泛宣传。

## 会议内容
出席会议的有中央委员34人，候补中央委员19人，列席会议的有关人员有11人，因为交通条件等原因缺席者有20人。毛泽东主持会议，并在全会上作报告。会议通过了毛泽东所作的报告。全会批准了自1945年6月中共七届一中全会以来中共中央政治局的工作，认为中央的领导是正确的。全会递补候补中央委员廖承志、王稼祥、陈伯达、黄克诚为中央委员，批准了1949年1月14日毛泽东对时局的声明；批准了由中国共产党发起召并协各民主党派、人民团体及民主人士，召开没有中国共产党所认为的“反动分子”参加的新的政治协商会议及成立民主联合政府的建议。全会还根据毛泽东的建议，做出禁止给党的领导人祝寿和用党的领导人的名字作地名等规定。会议还通过了《关于军旗的决议》。
最后，毛泽东代表中共中央政治局对全会作结论报告。该报告总结了「党委会工作方法」12条经验。毛泽东告诫全党，夺取全国胜利，只是万里长征走完了第一步。会议决定了以下几个方面的问题：
1. 确定了促进革命迅速取得全国胜利的各项方针；
2. 决定将中国共产党的工作重心由农村转到城市；
3. 决定了中共在全国胜利后的一系列基本政策；
4. 强调要加强党的思想建设，防止资产阶级思想的腐蚀。